# Walter Dürst (hokejist, rojen 1927)
Walter Dürst, švicarski hokejist, * 28. februar 1927, Davos, Švica, †  2. maj 2016. 
Dürst je bil hokejist kluba HC Davos v švicarski ligi, s katerim je v enaindvajsetih sezonah osvojil pet naslovov državnega prvaka (1946/47, 1947/48, 1949/50, 1957/58 in 1959/60), in švicarske reprezentance, s katero je nastopil na dveh olimpijskih igrah, kjer je osvojil eno bronasto medaljo, in več Svetovnih prvenstvih, na katerih je osvojil štiri bronaste medalje. Za reprezentanco je nastopil na 54-ih tekmah.